# 女の決闘
「女の決闘」（おんなのけっとう）は、太宰治の小説。

## 概要
| 初出     | 『月刊文章』1940年1月号～6月号          |
| 単行本   | 『女の決闘』（河出書房、1940年6月15日） |
| 執筆時期 | 1940年4月上旬脱稿（推定）               |
| 原稿用紙 | 98枚                                    |

本文の一部は妻美知子の口述筆記によって書かれている。
本文のはじめに作者（太宰）はこう記している。「こゝに、鷗外の全集があります。（中略） 翻訳篇、第十六巻を、ひらいてみませう。いゝ短篇小説が、たくさん在ります」
本作品は、『鷗外全集』に収録されたヘルベルト・オイレンベルクの「女の決闘」をもとに書かれた小説である。筑摩書房刊行の太宰治全集は、校訂にあたって『鷗外全集 第十六巻』（鷗外全集刊行会、1924年5月30日）を参照している。